# Devine combien je gagne
Pour les articles homonymes, voir Devine.
Devine combien je gagne est un jeu télévisé québécois qui est diffusé sur V depuis le 13 septembre 2009 et animé par François-Étienne Paré. Le concept de jeu est une adaptation de l'émission britannique Win My Wage.

## Concept
Le but du jeu est de deviner qui est le plus haut salarié, afin de remporter la somme équivalente de son salaire. Un concurrent affronte dix salariés où, à chaque tour, un salarié sera éliminé après avoir obtenu des informations qui leur concerne ou par intuition. À la fin, ce même concurrent doit deviner, parmi les trois employés restants, qui gagne le plus haut salaire au risque de quitter ce jeu les mains vides.

## Record
Jusqu'à maintenant, le record du plus gros montant à avoir été gagné est détenu par José Grignon, qui a remporté 75 000 $ lors de l'émission diffusée le 13 décembre 2009. Le montant d'argent moyen attribué par émission est de 22 000 $.